# Solferino

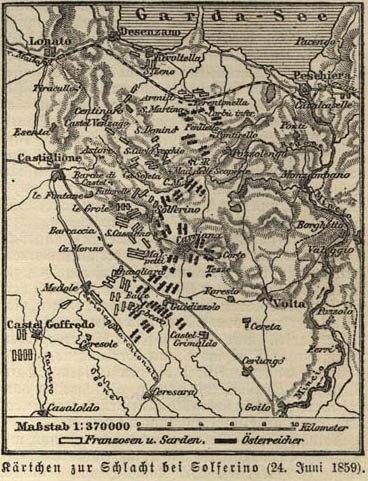
Historische Karte der Schlacht

Solferino ist ein kleiner Ort zehn Kilometer südlich des Gardasees in der italienischen Provinz Mantua (Lombardei) mit 2579 Einwohnern (Stand 31. Dezember 2023). Die Stadt wurde bekannt durch die Schlacht von Solferino am 24. Juni 1859 und gilt aufgrund der Auswirkungen dieser Schlacht als Geburtsort der Idee zur Gründung der Hilfsorganisation Rotes Kreuz.

## Die Schlacht von Solferino
Am 24. Juni 1859 kam es im Rahmen des Risorgimento, der italienischen Befreiungs- und Unabhängigkeitsbestrebungen, bei Solferino zu einer Schlacht zwischen den Truppen des Königreichs Sardinien-Piemont und Frankreichs unter der Führung des französischen Kaisers Napoleon III. auf der einen Seite und der Armee Österreichs auf der anderen Seite. Diese Schlacht führte zur Niederlage Österreichs im Sardinischen Krieg. In der Folge musste Österreich die Lombardei über Frankreich an das Königreich Sardinien-Piemont abtreten. Die Schlacht von Solferino war damit aufgrund ihrer geopolitischen Auswirkungen ein wichtiger Schritt zur Vereinigung der italienischen Provinzen zu einem unabhängigen Nationalstaat.

### Folgen der Schlacht
„[...] Die Sonne des 25. Juni beleuchtet eines der schrecklichsten Schauspiele, das sich erdenken läßt. Das Schlachtfeld ist allerorten bedeckt mit Leichen von Menschen und Pferden. In den Straßen, Gräben, Bächen, Gebüschen und Wiesen, überall liegen Tote, und die Umgebung von Solferino ist im wahren Sinne des Wortes mit Leichen übersät. Getreide und Mais sind niedergetreten, die Hecken zerstört, die Zäune niedergerissen, weithin trifft man überall auf Blutlachen. […]“
(Henry Dunant: Eine Erinnerung an Solferino.)
Der Genfer Geschäftsmann Henry Dunant traf am Abend des 24. Juni in Solferino ein, da er mit Napoleon III. über Geschäftsprobleme im damals französisch besetzten Algerien sprechen wollte. Er wurde damit zufällig Zeuge der erschreckenden Zustände nach der Schlacht. Unter dem Eindruck dessen, was er dort sah, organisierte er spontan Hilfe unter der Bevölkerung der umliegenden Gemeinden. Insbesondere in der benachbarten Stadt Castiglione delle Stiviere, in der damals etwa 8.000 Opfer der Schlacht vor allem in den elf Kirchen des Ortes untergebracht wurden, war Dunant selbst aktiv. Bekannt wurde Castiglione delle Stiviere in diesem Zusammenhang vor allem durch die Losung Tutti fratelli (ital. Alle sind Brüder), die von den Frauen des Ortes geprägt wurde.
„[...] Die Frauen von Castiglione erkennen bald, daß es für mich keinen Unterschied der Nationalität gibt, und so folgen sie meinem Beispiel und lassen allen Soldaten, die ihnen völlig fremd sind, das gleiche Wohlwollen zuteil werden. „Tutti fratelli“, wiederholen sie gerührt immer wieder. Ehre sei diesen mitleidigen Frauen, diesen jungen Mädchen von Castiglione. […]“
(Henry Dunant: Eine Erinnerung an Solferino.)
Nach seiner Rückkehr nach Genf schrieb Dunant seine Erlebnisse in einem Buch unter dem Titel „Eine Erinnerung an Solferino“ nieder, das er 1862 auf eigene Kosten veröffentlichen ließ und an führende Persönlichkeiten aus Politik und Militär in ganz Europa verteilte. Unter dem Eindruck dieses Buches kam es 1863 in Genf zur Gründung des Internationalen Komitees der Hilfsgesellschaften für die Verwundetenpflege, welches seit 1876 den Namen Internationales Komitee vom Roten Kreuz (IKRK) trägt, und 1864 zur Verabschiedung der ersten Genfer Konvention durch zwölf europäische Länder.

## Solferino in der Gegenwart
Solferino ist gegenwärtig ein Ort mit ca. 2500 Einwohnern und vor allem durch seine historische Bedeutung geprägt. Noch heute finden die Landwirte in der Umgebung bei der Bewirtschaftung ihrer Felder häufig Knochenteile als Zeugnis der Schlacht von 1859. Jährlich besuchen hunderttausende Menschen den Ort, der bereits am Ortseingangsschild auf seine Bedeutung als Geburtsort der Idee des Roten Kreuzes hinweist.
Im Ort befindet sich ein kleines Museum, das hauptsächlich der Geschichte des Risorgimento gewidmet ist. Gezeigt werden beispielsweise Waffen, Uniformen, Fahnen und Ausrüstungsgegenstände der beteiligten Armeen ebenso wie zeitgenössische Darstellungen der Auseinandersetzungen in Bildern und Skulpturen. In unmittelbarer Nähe des Museums auf einem Hügel befindet sich die Knochenkapelle Ossario di Solferino. In dieser kleinen Kirche werden die Schädel von 1413 Gefallenen der Schlacht und Knochen von ca. 7000 weiteren Opfern aufbewahrt. In vier Sprachen (deutsch, französisch, italienisch und lateinisch) befindet sich in der Kapelle folgende Widmung:
DEN VEREINIGTEN RESTEN
TOTER KRIEGER
WEIHET KRÄNZE
UND FROMME GEBETE
FEINDE IM KAMPFE
RUHEN SIE IM FRIEDEN DES GRABES
BEISAMMEN ALS BRÜDER
Auf einem Berg ist am Ende einer Zypressenallee das 1959 eingeweihte Denkmal des Roten Kreuzes zu finden, an dem jede nationale Rotkreuz- oder Rothalbmond-Gesellschaft durch eine Steintafel repräsentiert wird. Auf dem Weg zum Denkmal findet man mehrere Grabsäulen zur Erinnerung an verschiedene an der Schlacht beteiligte Regimenter und ihre gefallenen Soldaten. In der Nähe des Denkmals befindet sich der „Spion von Italien“ (Spia d’Italia). Die Plattform des Turms ist für Besucher begehbar, in der Eingangshalle werden wie im Museum einige Erinnerungsstücke an die Schlacht gezeigt.
Zum Gedenken an die Schlacht findet jährlich am Sonntag um den 24. Juni eine Prozession mit Gedenkgottesdienst beim Ossario statt, hier nehmen neben den Würdenträgern der Gegend vor allem militärische Verbände und historische sowie örtliche Vereine mit ihren Fahnen teil. Das italienische Rote Kreuz gedenkt des Ursprungs dieser Organisation am Vorabend bei einem Fackelumzug (ital. fiaccolata) von Solferino nach Castiglione delle Stiviere mit Beteiligung aus vielen anderen Rotkreuz- und Rothalbmondgesellschaften.
In Paris erinnerte lange eine Seinebrücke an die Schlacht.

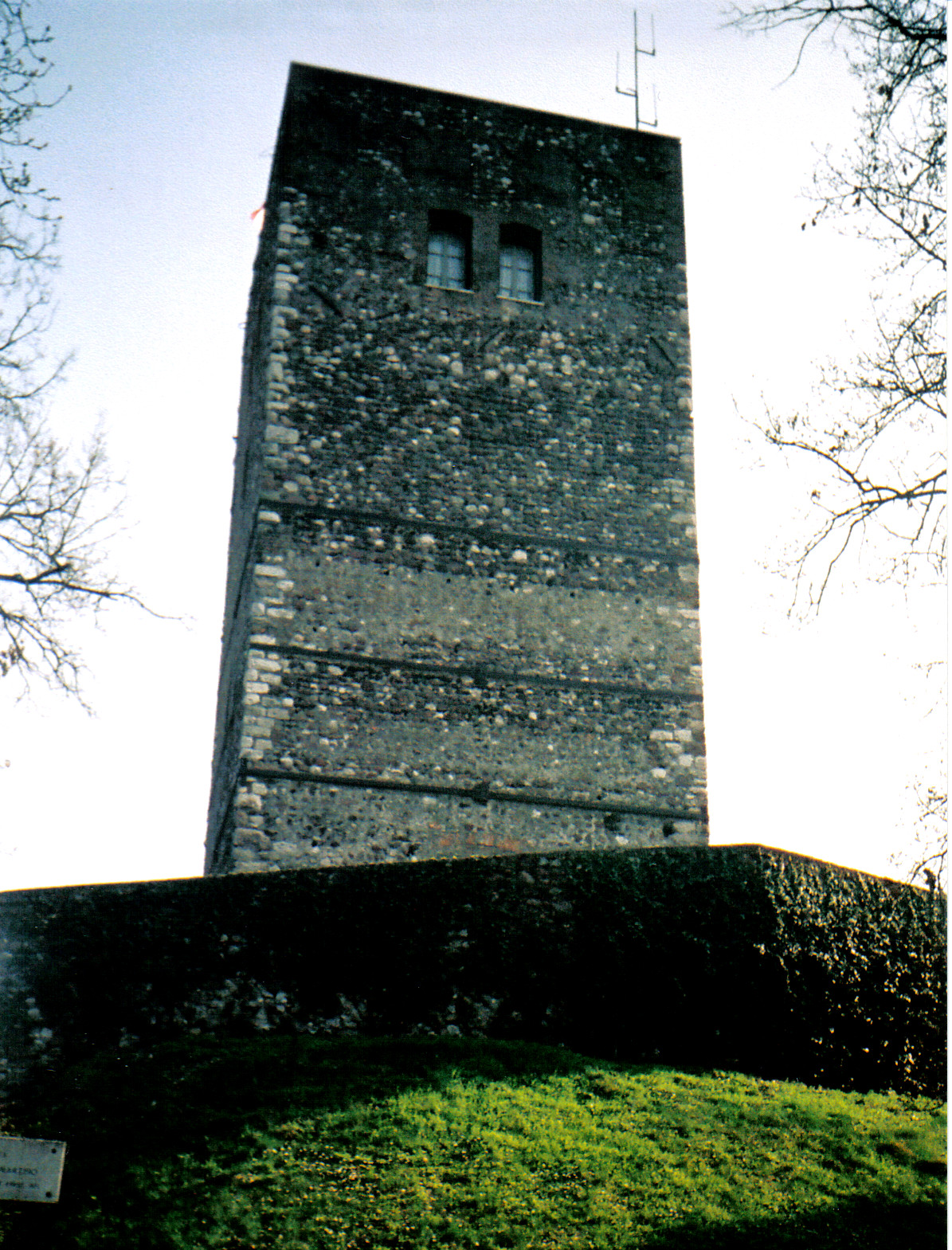
Der „Spion von Italien“
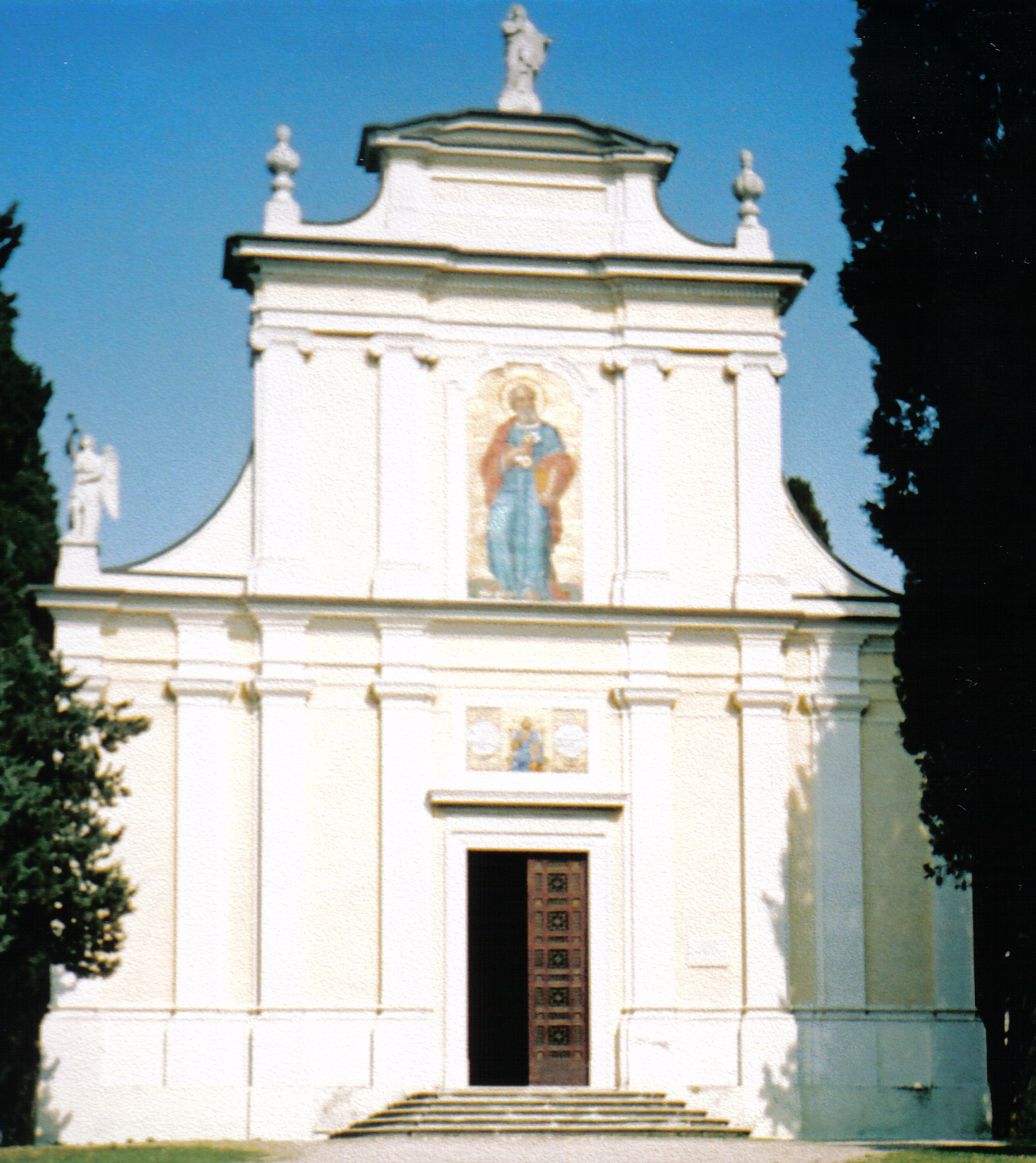
Die Knochenkapelle Ossario di Solferino
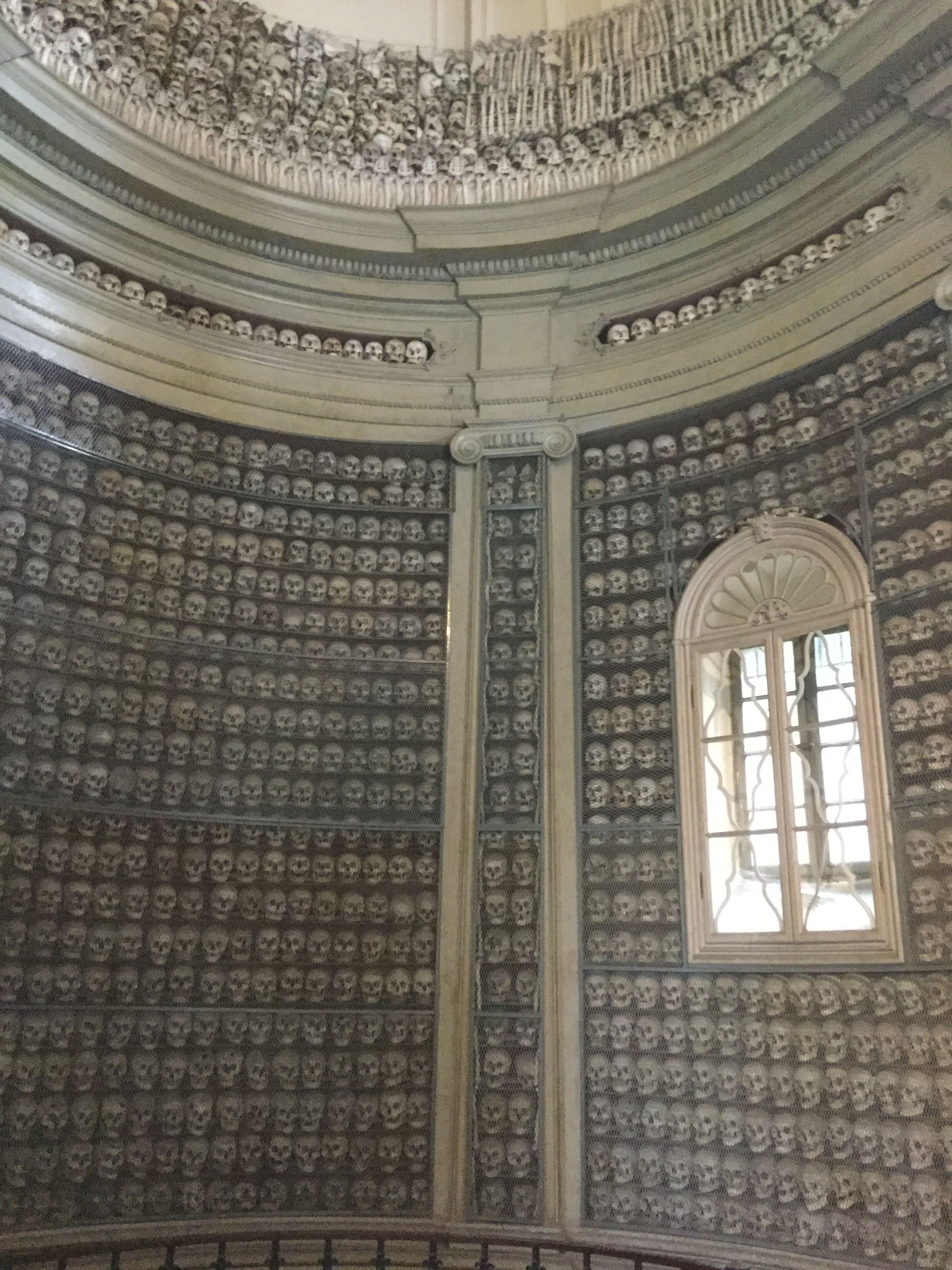
Innenaufnahme des Ossariums von Solferino, mit den Schädeln und Gebeinen der Gefallenen der Schlacht vom 24. Juni 1859.
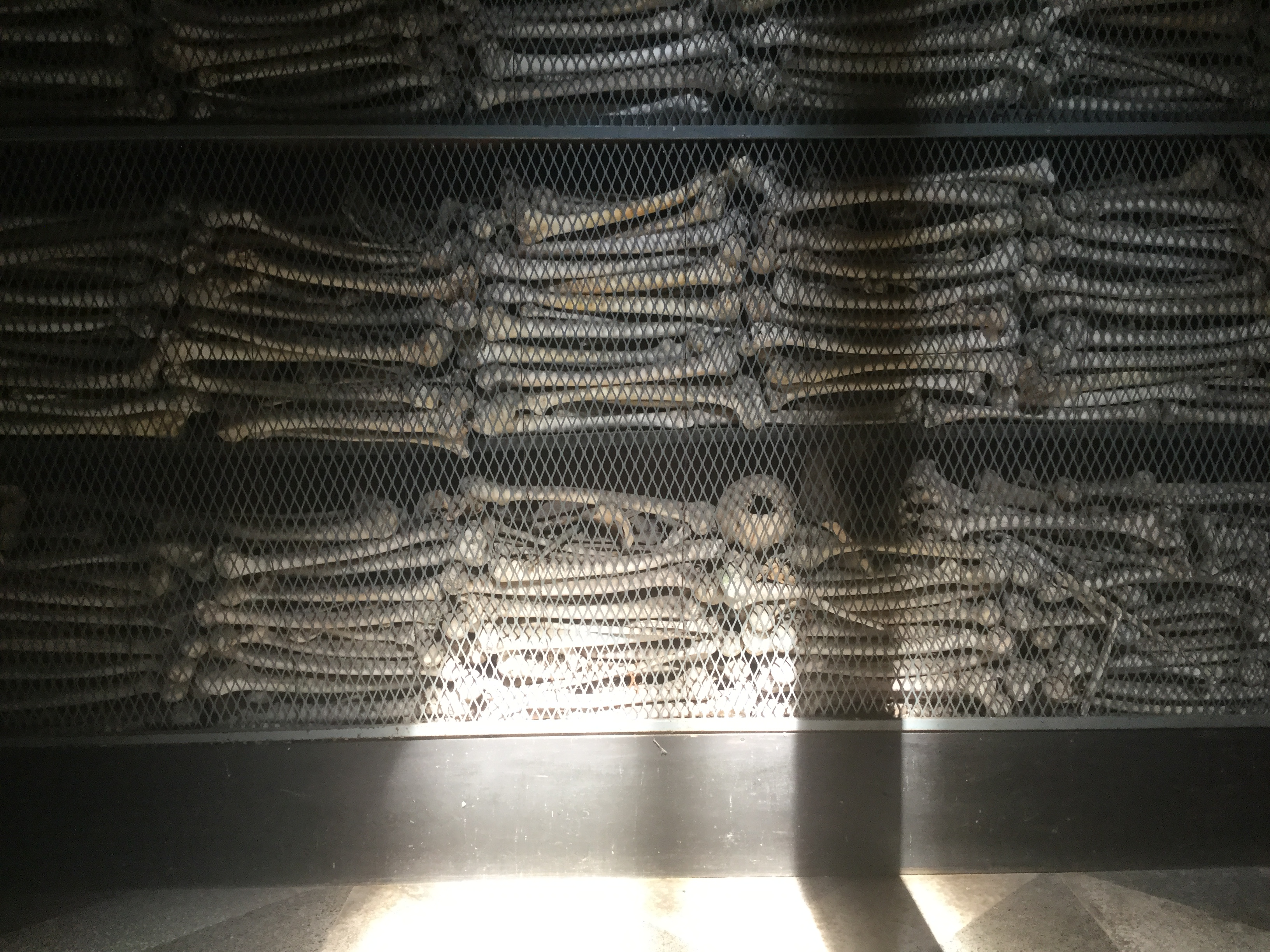
Ossarium von Solferino: hier hauptsächlich Oberschenkelknochen.
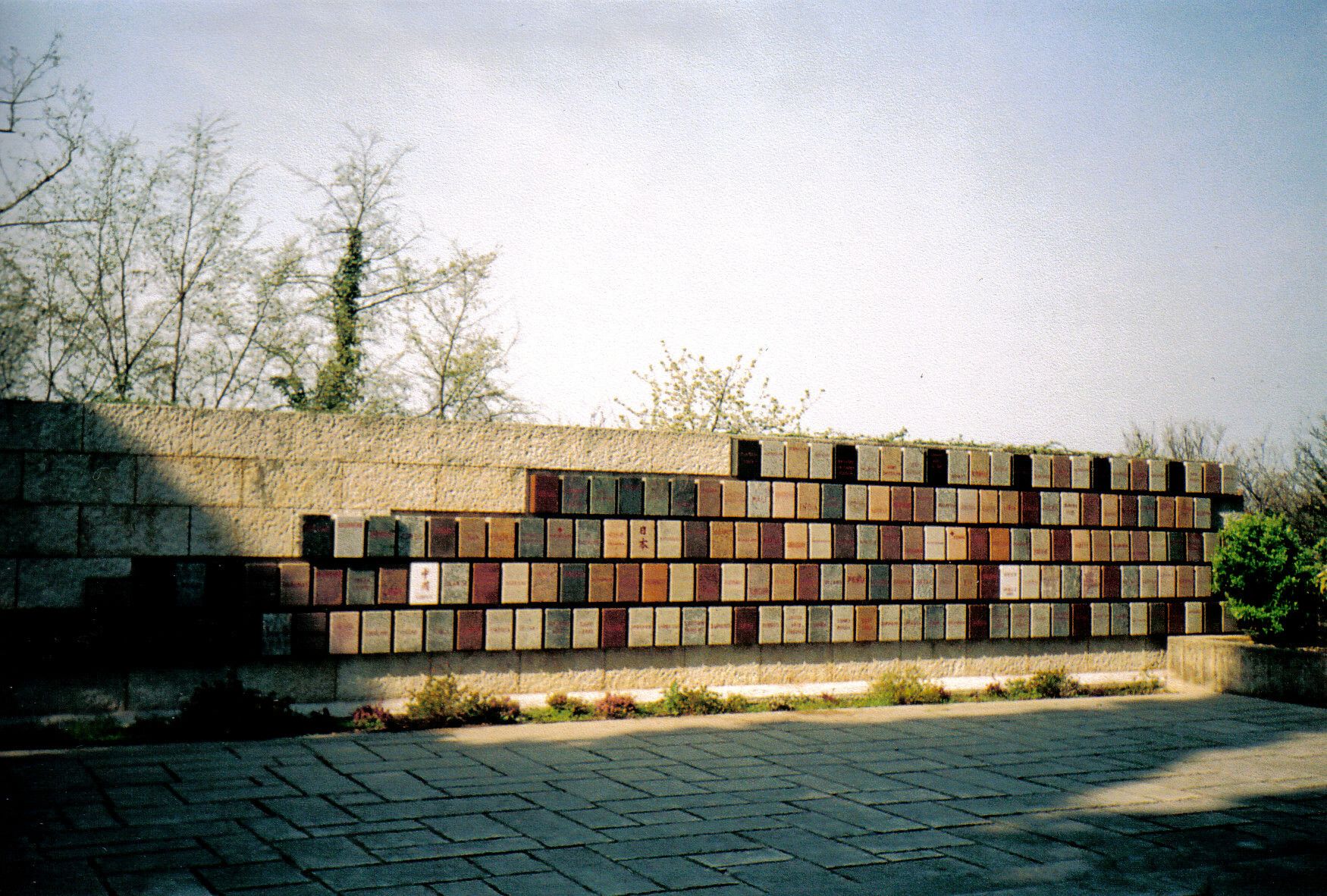
Das Denkmal des Roten Kreuzes

## Geologie und Landformen
Solferino liegt im Bereich der Endmoräne eines Seitenasts des eiszeitlichen Etschgletschers, die rund um das Südufer des vom Gletscher ausgeschürften Gardaseebeckens einen weiten Kranz gleichsam wie ein ausgedehntes, aber flaches Amphitheater mit Höhenunterschieden von bis zu 150 m bildet. Der markante Moränenhügel „La Rocca di Solferino“, der den oben erwähnten „Spion von Italien“ trägt, ist mit 206 m s.l.m. besonders bedeutsam.

## Städtepartnerschaften
- Solférino, Frankreich, seit 1963
- Châtillon-sur-Indre, Frankreich, seit 2003